# Relikwiarz kopułowy ze Skarbu Welfów
Relikwiarz kopułowy ze Skarbu Welfów (niem. Kuppelreliquiar aus dem Welfenschatz) – romański relikwiarz datowany na schyłek XII stulecia, ofiarowany katedrze Świętych Błażeja, Jana Chrzciciela i Tomasza Becketta w Brunszwiku. Należał do tzw. Skarbu Welfów, prezentowany jest w Kunstgewerbemuseum w Berlinie. 
Z inwentarza skarbca katedry brunszwickiej z 1482 r. wiadomo że w środku mieścił się mniejszy relikwiarz głowy św. Grzegorza z Nazjanzu. Wykonany został najprawdopodobniej w nadreńskiej Kolonii.  

## Wygląd
Relikwiarz jest zminiaturyzowaną wersją świątyni na planie krzyża greckiego. Pośrodku kwadratowa nawa z kopułą na okrągłym w rzucie tamburze. Dwustopniowy, pozłacany postument dźwigają usytuowane na narożach cztery pełnoplastycznie odlewane symbole Ewangelistów (tetramorphos). W architekturze relikwiarza charakterystyczne jest wyeksponowanie elementów tworzących konstrukcję oraz obfitą dekorację zarówno ornamentalną i tworzącą bogaty program ikonograficzny. Z kości słoniowej i kłów morsa wykonano dekorację rzeźbiarską. Tworzą ją cztery drzwiczki z reliefami ukazującymi Świętą Rodzinę, Trzech Króli, Grupę Ukrzyżowania oraz Trzy Marie. Przy ściankach nawy usytuowano figurki proroków, zaś przy tamburze kopuły figurki apostołów. Na nasadzie kopuły łacińska inskrypcja VENIT (AVTEM) IHC IN PARTES C(A)ESARE(A)E PHILIPPI ET INTERROGAVIT DISCIPVLOS SVOS DICENS + (Jezus przyszedł w okolice Cezarei Filipowej, pytał swych uczniów) z Ewangelii Mateusza (Mt 16,13-16), pozostała część tekstu figuruje na banderolach trzymanych przez Jezusa i apostołów. 
Kolumienki, dachy, łuski kopuły oraz ścianki pokryte są emaliowaną dekoracją ornamentalną, głównie z motywami roślinnymi (kopuła, daszki nawy środkowej) i geometrycznymi (kolumienki, ścianki elewacji, pozostałe daszki).

## Analiza
Relikwiarz kopułowy jest dziełem o bogatym programie ikonograficznym, który tworzą przede wszystkim elementy z kości morsa i kości słoniowej: zespoły figur umieszczonych pod arkadami oraz reliefy zdobiące cztery drzwiczki. Na tychże płaskorzeźbach zestawiono po dwa wątki bożonarodzeniowe, oraz pasyjne. Ewangeliczny wątek wyznania św. Piotra, stanowi tu koincydencję Starego i Nowego Testamentu, stąd ukazano zarówno wspomnianych w powyższym fragmencie Ewangelii proroków oraz Chrystusa i jego uczniów ze św. Piotrem na czele. W kontekście relikwiarza istotny jest zawarty w dalszej części Ewangelii wątek powołania   Kościoła Apostolskiego; forma relikwiarza jest odniesieniem do Kościoła zarówno jako instytucji, oraz świątyni-sanktuarium gdzie zgromadzone zostały święte relikwie. Figurki symboli Ewangelistów (anioł, wół, orzeł i lew, tworzące razem tetramorphos) na których spoczywa ciężar relikwiarza stanowią m.in. podwaliny prawdy wiary głoszonej przez Kościół. 
Relikwiarz, którego wygląd bardzo przypomina kopułowe świątynie na planie krzyża greckiego należy do klasycznych przykładów mikroarchitekury. Pojęcie to definiuje przełożenie na mniejszą skalę typowych dla budowli elementów występujących w różnych sztukach plastycznych oraz ogół niewielkich dzieł sztuki wiernie naśladujących dzieła budownictwa. Wygląd relikwiarza kopułowego (zważając na wspomnianego w źródłach relikwiarza św. Grzegorza z Nazjanzu) przypomina bizantyjskie budowle na planie centralnym, zaś niektóre elementy odwołują się do tradycji antycznej, przede wszystkim architekturze starożytnego Rzymu. O tym świadczą przyczółki, półkoliste łuki arkadowe spoczywające na kolumienkach z uwydatnionymi bazami i głowicami. Pomimo wynikających z niewielkiej skali uproszczeń, w kolumienkach arkad widoczne są formy porządku kompozytowego, zaś na tamburze kopuły toskańskiego. 
W londyńskim Muzeum Wiktorii i Alberta zachowało się niemal bliźniacze dzieło, zarówno od strony strukturalnej (plan krzyża greckiego, kopuła na tamburze na skrzyżowaniu naw), technicznej (zastosowanie dużej ilości złota i srebra, emalii, figury z kości morsa), oraz warsztatowej (również wykonany w Kolonii). Londyński odpowiednik relikwiarza ze Skarbu Welfów, pełnił funkcję tabernakulum na hostie, które znajdowało się najprawdopodobniej w kościele Świętego Pantaleona w Kolonii.

## Galeria

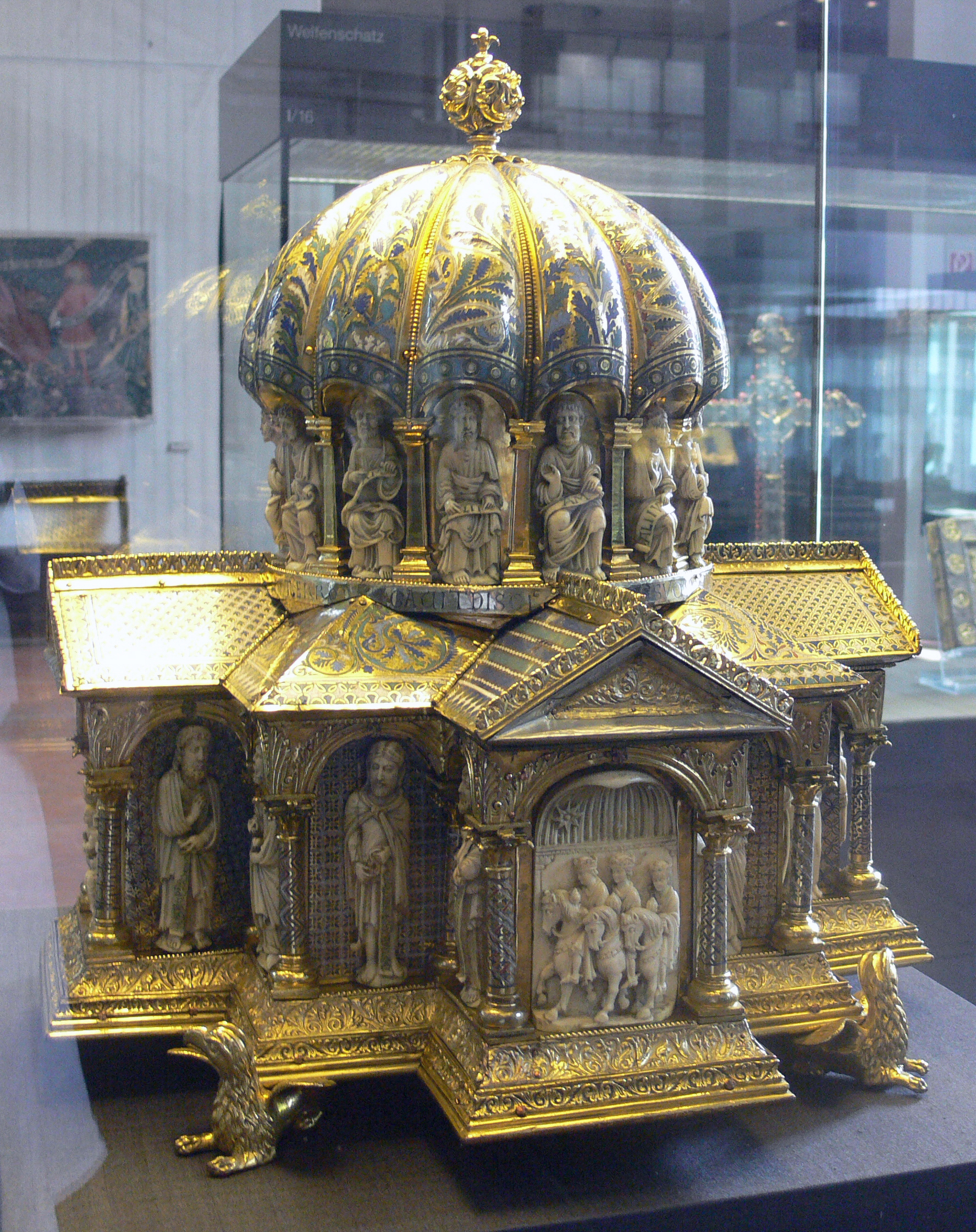
Widok ogólny. Na drzwiczkach widoczny relief z Trzema Królami
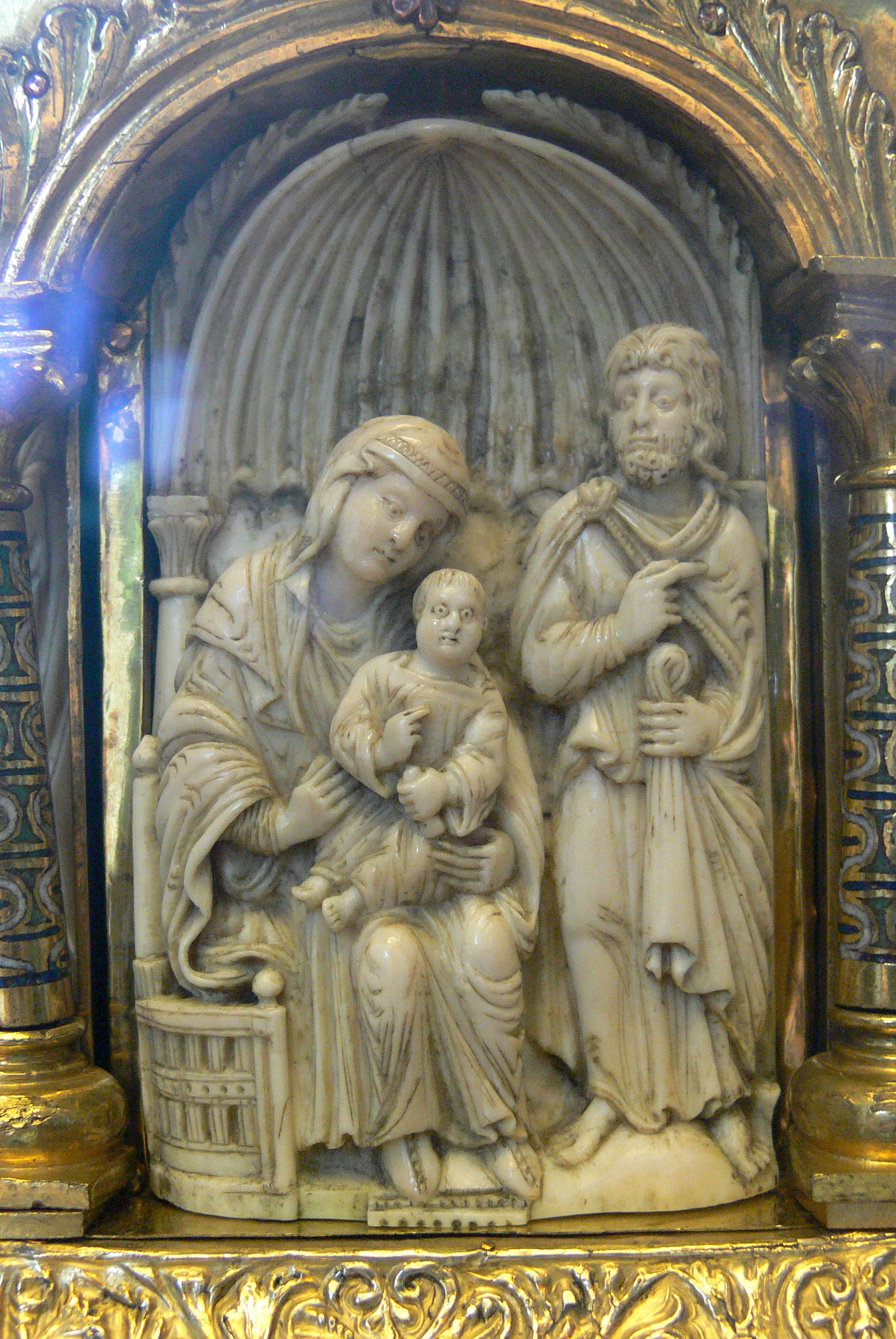
Święta Rodzina
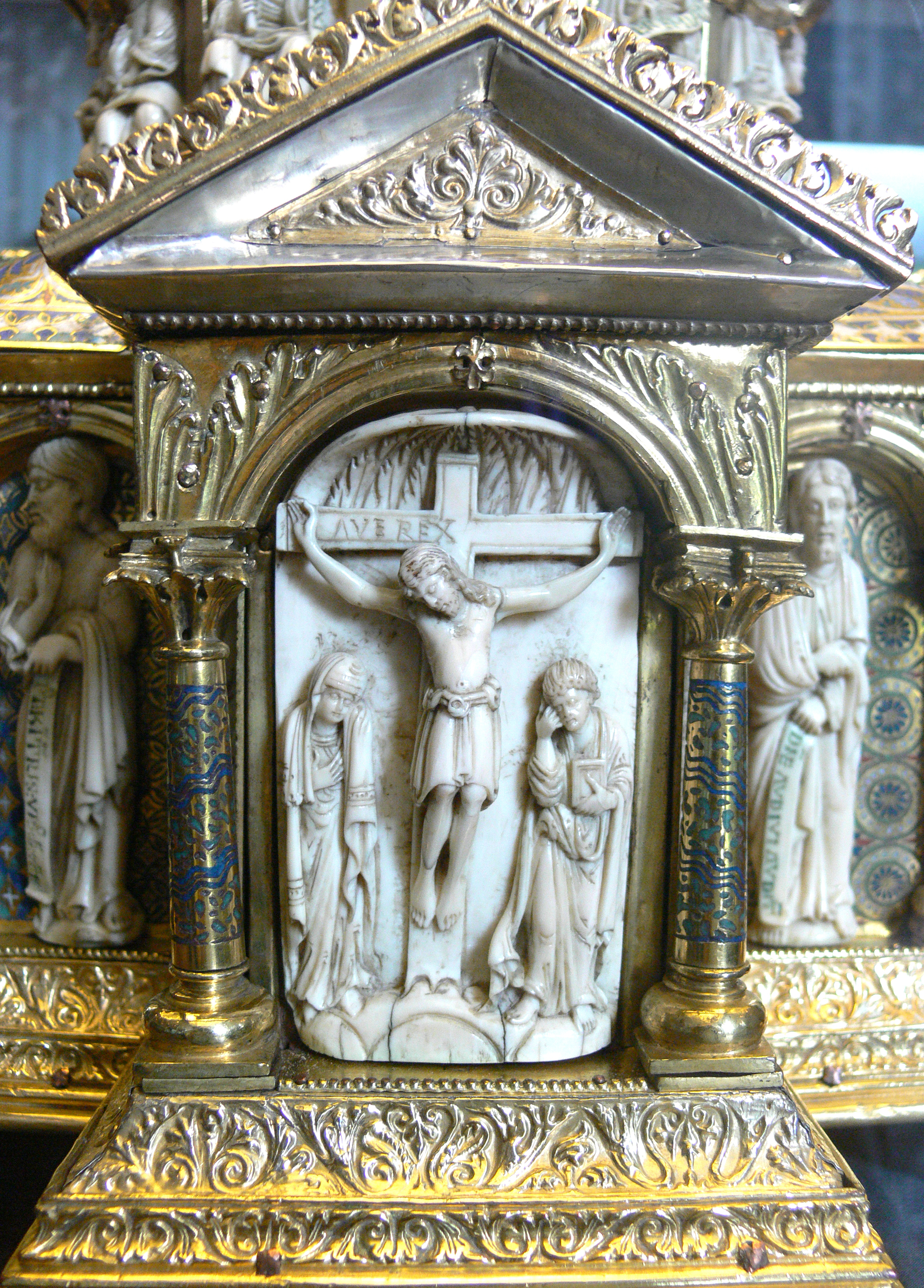
Grupa Ukrzyżowania
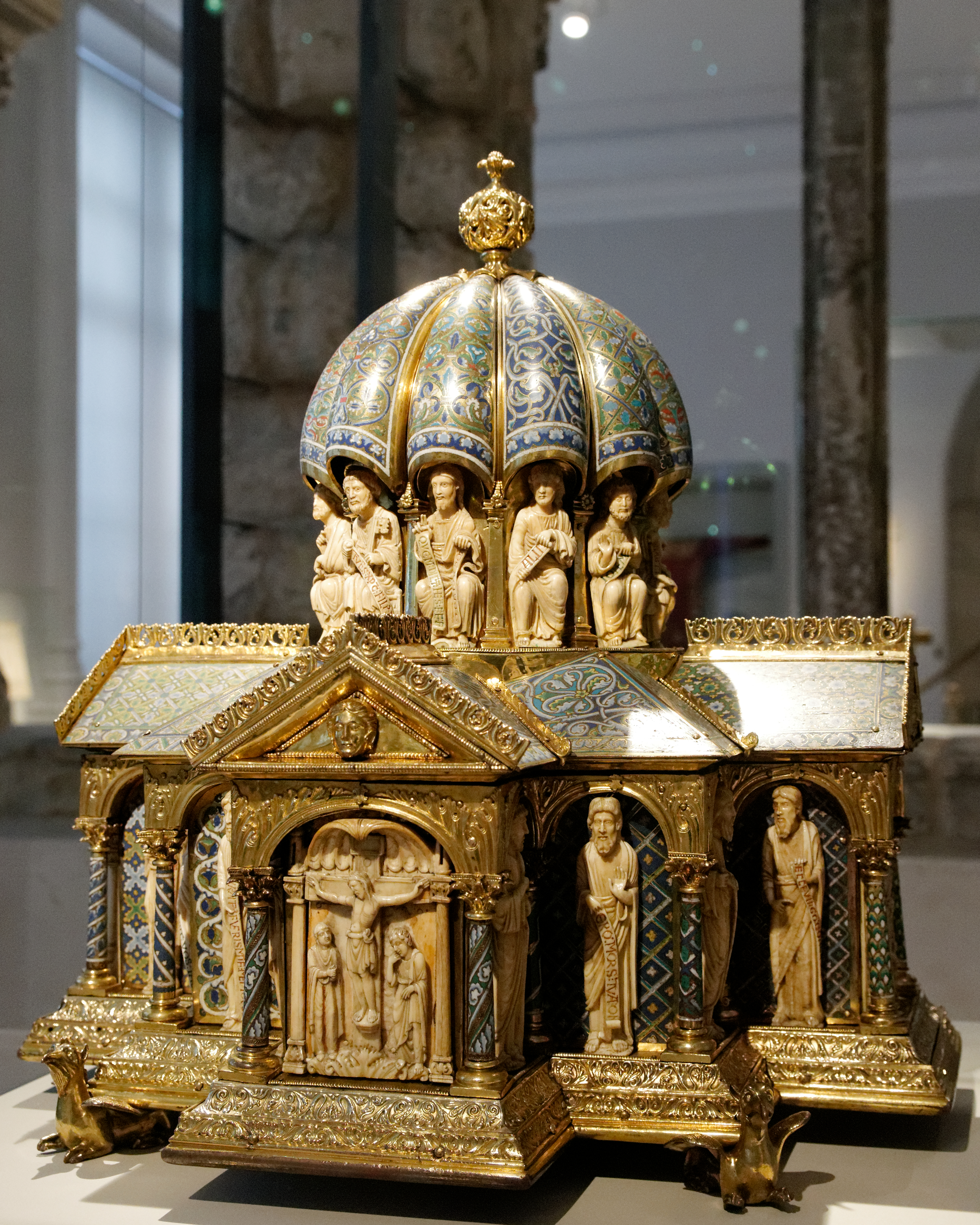
Widok ogólny tabernakulum kopułowego w Muzeum Wiktorii i Alberta